# Star-Spangled War Stories
Star-Spangled War Stories (dt. Sternengesprenkelte [d. h. in den US-amerikanischen Nationalfarben gehaltene] Kriegsgeschichten) war der Titel einer Comicserie die der US-amerikanische Verlag DC-Comics zwischen 1952 und 1977 veröffentlichte.
Star-Spangled War Stories war 1952 aus der Serie Star-Spangled Comics hervorgegangen deren Nummerierung die Serie fortsetzte. Die Serie, in der Kriegsgeschichten der verschiedensten Art erzählt wurden, erreichte mehr als 200 Ausgaben. Zu den Künstlern die an Star-Spangled War Stories arbeiteten zählten Autoren wie Robert Kanigher – der zugleich als Editor der Serie agierte – David Michelinie, Ed Herron, Bill Finger und Bob Haney, sowie die Zeichner Jerry Grandenetti, Neal Adams, Ross Andru, Gene Colan, Mort Drucker, Mike Esposito, Russ Heath, Carmine Infantino, Bernard Krigstein, Joe Kubert, Leonard Starr und Curt Swan.
Zu den Feature-Reihen von Star-Spangled War Stories zählten unter anderem Mlle. Marie, die die Abenteuer eines französischen Résistance-Kämpfers im Zweiten Weltkrieg zum Inhalt hatte, The War that Time Forgot, Enemy Ace und The Unknown Soldier.
Die Serie wurde schließlich mit der Nummer #204 eingestellt, indirekt jedoch weiter fortgeführt da die Serie The Unknown Soldier die Nummerierung von Star-Spangled War Stories aufgriff deren erste Ausgabe unter der Nummer #205 erschien.
1969 wurde Star-Spangled War Stories mit dem Alley Award für die beste Kriegsserie ausgezeichnet.